# Prao
Prao là thị trấn huyện lỵ của huyện Đông Giang, tỉnh Quảng Nam, Việt Nam.

## Địa lý
Thị trấn Prao có vị trí địa lý:
- Phía bắc và phía đông giáp xã Tà Lu
- Phía nam giáp xã A Rooi và xã Za Hung
- Phía tây giáp huyện Tây Giang.

Thị trấn Prao có diện tích 31,16 km², dân số năm 2019 là 4.699 người, mật độ dân số đạt 151 người/km².

## Hành chính
Thị trấn Prao được chia thành 6 thôn: Tà Vạc, Prao, Ngã Ba, Gừng, A Duông, A Dinh.

## Lịch sử
Thị trấn Prao được thành lập vào ngày 28 tháng 9 năm 1994 trên cơ sở một phần diện tích và dân số của xã Tà Lu, với diện tích tự nhiên là 2.480 ha và 2.810 nhân khẩu.